# 陳紹平 (明朝)
陳紹平（14世紀—15世紀），字滄伯，湖廣衡州府藍山縣舜鄉人，明朝政治人物。

## 生平
陳紹平為人清介廉孝，是洪武二十三年（1390年）的舉人，三十年（1397年）成進士，獲授贛榆縣教諭，嚴正保持身教，人民知所從事，九年後陞任睢州知州，廉謹自勵，平分賦役革絕奸弊，其時蝗蟲傷及莊稼令人民饑餓，他就親自到富戶借粟賑災，任滿後陞為南京戶部福建司郎中，轉官浙江參政，不久以年老請求退休，回家時行李蕭然，只有圖書數卷，在家鄉杜門著述自娛，和睦鄉族、教育子弟，不輕易謁見門，死後入鄉賢祠和睢州名宦祠。

## 引用
1. 1 2  同治《藍山縣志·卷十一·人物志》：陳紹平，字滄伯，舜鄉人，中洪武二十三年庚午鄉試，中洪武三十年丁丑胡靖榜進士，初授贛榆教諭，九年秩滿陞睢州知州，後陞南京戶部福建司郎中，轉浙江參政。公為人清介廉孝、端方嚴正，其教贛榆也，率先身教，士咸知所從事；其守睢州也，稽《河南通志》云：公蒞任以廉謹自勵，分賦役之等以革其奸，時蝗傷稼民饑，公親詣富室貸粟以賑，民賴以活，睢民思慕報祀名宦，以參政引年告休，還家之日行李蕭然，惟圖書數卷而已，鄉人賢之，林下杜門養靜，惟書史自娛，以和睦鄉族教訓子弟。為事未嘗輕至公門，年登八十始終一節，崇祀鄉賢；子孫由科貢入仕途者項背相望，庠校青衿之士濟濟皆遠大器，鄉人咸以為公世德之報。 登進士，遵湖南會館傳書改正
2. ↑  同治《藍山縣志·卷十·選舉志》：明洪武……陳紹平，舜一都人，丁丑進士，浙江參政……明 洪武……陳紹平，舜鄉人，庚午科，（舉人）授贛縣教諭，陞浙江參政
3. ↑  光緒《贛榆縣志·卷十·官師下》：陳紹平，湖廣人，贛榆教諭，以師道自重，遷睢州知州。
4. ↑  光緒《續修睢州志·卷四·官師志》：陳紹，字紹平，湖廣藍山人，永樂初知睢州以廉稱，分賦役之等以革奸，時蝗傷禾民饑，紹憂形於色，親詣富室貸粟以賑給之，秩滿陞戶部郎中。 見通志